# Telex-Chile
Telex-Chile Comunicaciones Telegráficas S.A. fue una empresa de telecomunicaciones presente en Chile que principalmente se dedicó al servicio de telegrafía, los cuales eran enviados a través de una red de télex parecida a la red telefónica. Cuando se masificó el servicio telefónico, tanto residencial como móvil, y el uso de internet en Chile, el servicio de telegramas disminuyó, extinguiéndose la empresa. Actualmente sólo tiene existencia legal pero ya no realiza la función primordial para la cual fue creada originalmente, que es el servicio de telegrafía.

## Historia
El uso del télex en Chile data de la primera mitad del siglo XIX, cuando comenzaron a operar los primeros telégrafos en el país. En 1859 el Servicio de Correos de Chile inicia sus operaciones telegráficas de manera oficial.
El servicio de telegrafía era una división del Servicio de Correos y Telégrafos. Mantenía una amplia red de servicios que en 1866 ya operaba una red telegráfica de 2000 kilómetros a través del territorio nacional. 
En 1981 se dictó la ley N.º 18.016 que puso término a la existencia legal del Servicio de Correos y Telégrafos, generándose una división de sus funciones, a través de la creación de una empresa autónoma del Estado para la atención propia del servicio de correos, y a su vez otro organismo, bajo la naturaleza jurídica de una sociedad anónima, encargado del servicio de telégrafos. Fue así entonces que mediante el DFL N.º 10 de 1981 se creó Correos de Chile y a la vez se creó Telex-Chile Comunicaciones Telegráficas S.A. De esta manera dejó de existir el antiguo Servicio de Correos y Telégrafos.
En un principio los accionistas de Telex-Chile fueron el Fisco de Chile y la CORFO. El 4 de mayo de 1986 el Fisco transfirió sus acciones a la CORFO, la cual en agosto del mismo año traspasó sus acciones a la empresa Chile Pac S.A. —fundada en 1984 por Vasco Costa Ramírez, Juan Enrique Riveros Izquierdo y José Francisco Ibáñez Walker—, privatizándose totalmente la empresa.
Durante la década de 1990 la empresa diversificó su rubro comercial a otros ámbitos de las comunicaciones. Actualmente es sólo un holding de empresas dedicadas a servicios comunicacionales. Entre sus empresas subsidiarias se contó a Chilexpress y Chilesat, siendo esta última vendida a AT&T en 1996 y posteriormente traspasada a Telmex en 2004, actualmente denominada Claro Chile.
La empresa ya no realiza el servicio de telegrafía, ya que este es inviable dadas las actuales realidades que representan el uso del correo electrónico y del teléfono celular.